# 增生 (地质学)

洋陆汇聚边界导致大陆板块增生

增生在地质学中是指物质增加到板塊或陆地的过程。这些物质可以是沉积物、火山弧、海山、海洋地殼或其他火成成分。
增生楔（英語：accretionary wedge），也称增生柱（英語：accretion prism）、增生杂岩(英語：accretion complex)，是大洋板块在海沟（板块汇聚边界）处向地幔俯冲时被上盘的大陆板块（非潜没板块）刮削下来的深海沉积物（英語：或英語：）和洋壳碎片（洋底玄武岩），连同岛弧火山喷发碎屑（英語：Trench sediments）堆积到海沟的向陆侧而成。洋壳上的地体也可以缝合过来。例如，3.6亿年前的晚泥盆纪到早石炭纪，北美大陆西岸下面的俯冲带带来了几次地体碰撞，形成几次造山运动，使得北美大陆西岸增加了平均600km宽度。